# Кајова (народ)
Кајове су кајова-таноански народ, староседеоци су Великих равница, области у централном делу Северне Америке. Кајовански језик којим говоре припада кајова-таноанској породици језика. Део су преријске културе, за разлику од својих сродника, народа: Тива, Тева и Това, који су део пуебло културе. Кајове воде порекло из западне Монтане где су насељавали област око горњег тока реке Мисури, коју напуштају током 17. и 18. века и насељавају област Стеновитих Планина (око Блек Хилса), из које су протерани у раном 19.веку, након чега су населили јужни део Великих равница. У првој половини 19. века насељавали су подручје између река Симарон и Црвена река Југа на територији данашњих америчких држава Канзас, Оклахома, Колорадо, Тексас и Нови Мексико. У резерват су пресељени 1867. године.
Данас су федерално признати као Кајова племе Оклахоме, са седиштем у граду Карнеги у Оклахоми. Кајова је 2011. било око 12.000.

## Језик
Кајовански језик припада кајованско-таноанској породици језика. На везу са овом породицом језика први је указао лингвиста музеја Смитсонијан Џон Пибоди Харингтон 1910, а до 1967. веза је доказана. Паркер Мекензи стручњак за кајовански језик, који је рођен 1897, био је Кајова и енглески језик је научио тек након поласка у школу. Он је сарађивао са Џоном Харингтоном у проучавању кајованског језика. Проучавао је порекло речи и начин на који се кајовански језик мења при укључивању нових предмета материјалне културе. Мекензијева писма се налазе у Националној антрополошкој архиви изговора и граматике кајованског језика, музеја Смитсонијан.
Кајове су биле један од многих народа широм САД, Канаде и Мексика који су употребљавали преријски знаковни језик. Преријски знаковни језик је првобитно био језик који је коришћен у трговини, али је временом почео да се употребљава и у друге сврхе.

## Историја

### Рана историја и сеоба на југ
Кајове су се развиле као посебан народ у свој првобитној домовини у западној Монтани где су насељавали област око горњег тока реке Мисури. Ту област напуштају око 1650. и насељавају област око Блек Хилса која се налази на територији данашњих држава Јужна Дакота и Вајоминг. Ту су Кајове живеле у миру са Вранама (Кроу), са којима су дуго одржавали блиско пријатељство, организовали су се у 10 група и бројали су 3.000 људи. Чејени и Арапахои, а касније и Сијукси су под притиском Оџибва потиснути из северних шума и са ивице Велике равнице у Минесоти ка територији Кајова, која се налазила око Црних Брда (Блек Хилса). Кајове су затим Чејени потиснули на југ, а Чејене су онда на запад потиснули Сијукси. На крају су Кајове заузеле велику површину на централном и јужном делу Великих равница на територији западног дела Канзаса, источног Колорада, већег дела Оклахоме (укључујући област Пенхенд`л), северног Тексаса (Љано Естакадо у области Пенхенд`л) и источног Њу Мексика. У њиховој раној историји Кајове су путовале са псима који су вукли њихову имовину на саоницама, све до тренутка кад су дошли до коња, крађом или трговином са Шпанцима или другим староседелачким народима америчког југозапада.
У рано пролеће 1790. на месту на коме ће касније бити изграђен Лас Вегас у Њу Мексику, група Кајова коју је предводио њихов ратни вођа Гуикате, понудила је мир групи Команча у тренутку док су обе групе биле у посети заједничком пријатељу оба народа. Ово је касније довело до каснијег састанка између Гуикатеа и врховног поглавице Нокони Команча. Две групе су успоставиле савез, договориле су да деле ловишта и створили су одбрамени савез, захваљујући коме су постали доминантни народи у јужном делу Великих равница. Од тада су Команчи и Кајове ловили, путовали и ратовали заједно. Команчи и Кајове су такође склопили савез са Преријским Апачима (Кајова-Апачима). Захваљујући овом савезу Шпанци нису били у могућности да се учврсте у јужној прерији и на крају су потиснути из те области ка истоку и југу преко реке Рио Гранде у данашњи Мексико.

### Индијански ратови
На крају 18. века и почетком 19. века, Кајове се нису плашиле својих белих суседа. Кајове су контролисале област северно од Вичита планина. Кајове и Комачни су контролисале велику територију између река Арканзас и Бразос. Непријатељи Кајова су обично били и непријатељи Команча. На истоку су ратовали против Осејџија и По-нија.
Јужно од Кајова и Команчија живели су народи који су говорили кадоанским језицима, Кајове и Команчи су са њима биле су пријатељским односима. Команчи су били у рату са Апачима из области око реке Рио Гранде.
Ратовали су против Чејена, Арапахоа, По-нија, Сак и Фокса и Осејџија. Трговали су са Вичитама на југу, дуж Црвене реке Југа и са Мескалеро Апачима и Њу Мексиканцима на југозападу. Након 1840. Кајове су се са својим бившим непријатељима Чејенима, као и са својим савезницима Команчима и Кајова-Апачима борили против индијанских народа који су протерани из источних држава САД и који су насељавани у Индијанску територију.

### Транзиција
У годинама између 1873. и 1878. дошло је до огромне промене у начину живота Кајова. Јуна 1874. ратници Кајова, Команча и Чејена последњи пут су покушали да пруже отпор инвазији Американаца у Другој бици код Едоуб Волса у Тексасу, за коју се испоставило да је била узалудна.
Кајове су прихватиле да буду насељени у резерват у југозападној Оклахоми, међутим неке групе Кајова остале су на слободи све до 1875. Споразумом из Медисин Лоџа из 1867. било је предвиђено да се Кајове населе у западној Оклахоми и Канзасу. Ипак били су принуђени да се заједно са Команчима и Кајова-Апачима преселе у западну Оклахому јужно од реке Вашита. Прилагођавање транзицији од живота на слободи у прерији до живота у резервату, за неке породице је било теже.
1877. изграђене су прве куће за индијанске поглавице, и направљен је план да Индијанци буду запослени у агенцији. Запослено је 30 Индијанаца и створена је прва резерватска полиција.